# Josef Shirdel
Mohamed Josef Shirdel (* 3. April 1993 in Hamburg) ist ein afghanisch-deutscher Fußballspieler. Er steht seit der Saison 2019/20 beim SC Victoria Hamburg unter Vertrag und ist mehrmaliger afghanischer Nationalspieler.

## Leben
Shirdel wurde am 3. April 1993 in Hamburg als Sohn afghanischer Einwanderer geboren. Zusammen mit seinen drei Brüdern, von denen einer als sein sportlicher Berater agiert, wuchs er auch in seiner Geburtsstadt auf. Bis vor seinem Wechsel nach Flensburg lebte „Joe“, wie er in seinem Umfeld genannt wird, in Norderstedt.

## Vereinskarriere
Shirdel begann seine Karriere beim Hamburger Stadtteilklub 1. FC Hellbrook. Über die Hamburger Turnerschaft von 1816 wechselte er in die Jugendabteilung vom FC St. Pauli. Von dort aus ging der gelernte Stürmer zur Saison 2011/12 zum Hamburger SV in die U-19-Bundesliga Nord/Nordost. Dort kam er in 19 Spielen zum Einsatz und erzielte acht Tore.
Zur Saison 2012/13 wurde Shirdel zur Zweitvertretung des Hamburger SV in die Regionalliga Nord hochgezogen. Er debütierte am 25. August 2012 beim 5:0-Sieg gegen den ETSV Weiche Flensburg, sein erstes Tor erzielte er am 21. September 2012 gegen den BV Cloppenburg (1:1) zur zwischenzeitlichen 1:0-Führung. In zwei Jahren absolvierte er 45 Partien in der Regionalliga und erzielte acht Tore. Shirdel trainierte auch bei der Bundesligamannschaft mit und kam in mehreren Testspielen zum Einsatz; sein auslaufender Vertrag wurde wegen Differenzen seines Beraters mit der sportlichen Leitung des Hamburger SV aber nicht verlängert.
Nach einem Probetraining bei den Blackburn Rovers wurde Shirdel im März 2015 zu einem Probetraining beim englischen Erstligisten West Ham United eingeladen. Da er überzeugen konnte, wurde ihm ein Vertrag für die neue Saison angeboten; zunächst sollte er aber verliehen werden, um später zu West Ham zurückzukehren. Ein Wechsel zum schottischen Verein Glasgow Rangers, bei dem er im April 2015 mittrainierte, zerschlug sich aufgrund des verpassten Aufstiegs in die Scottish Premiership. Nach der zwischenzeitlichen Rückkehr zu West Ham spielte der Stürmer im Mai 2015 in der Major League Soccer bei Orlando City vor, doch trotz guter Leistungen verzichtete das Franchise auf eine Verpflichtung.
Nach der erneuten Rückkehr zum Verein aus London Borough of Newham erhielt Shirdel wieder die Möglichkeit, beim neuen Trainer Slaven Bilic vorzuspielen. Dennoch kehrte er im Sommer 2015 nach Hamburg zurück. Über seinen ehemaligen Mitspieler beim FC St. Pauli Florian Kirschke entstand der Kontakt zum ETSV Weiche Flensburg, der in der Regionalliga Nord spielte. Schließlich verpflichtete der Verein aus Flensburg den Außenbahnspieler für die Saison 2015/16. Er debütierte am 26. Juli 2015 (1. Spieltag) beim 1:1-Unentschieden gegen den BV Cloppenburg, und bereits am folgen Spieltag gegen den VfV Hildesheim (6:1) erzielte er sein erstes Tor zum zwischenzeitlichen Ausgleich. Der ETSV Weiche hielt sich bis zum Ende der Saison in der Spitzengruppe der Regionalliga Nord, zum Schluss rangierte man auf Platz 3; Shirdel steuerte in 25 Spielen sechs Tore und drei Vorlagen bei. Zudem erreichte man das SHFV-Pokalfinale, wo man mit 1:2 gegen den VfB Lübeck verlor, der Stürmer stand aber nicht im Aufgebot. Sein auslaufender Vertrag wurde wie geplant nicht verlängert.
Im Juli 2016 absolvierte Shirdel ein Probetraining beim englischen Drittligisten Bolton Wanderers, wurde aber nicht verpflichtet. Ende März 2017 unterschrieb Shirdel einen Zwei-Monats-Vertrag bis zum Ende der Saison 2016/17 bei Dersimspor in der Landesliga Hamburg. Sein Debüt gab er am 31. März 2017 (24. Spieltag) beim 2:1-Sieg gegen den Barsbütteler SV.

## Nationalmannschaft
Erstmals für die afghanische Nationalmannschaft nominiert wurde Josef Shirdel für die Südasienmeisterschaft 2015, die Afghanistan auf dem zweiten Rang beendete; Shirdel musste die Teilnahme jedoch gesundheitsbedingt absagen. Seinen ersten Einsatz verbuchte er am 24. März 2016 beim WM-Qualifikationsspiel gegen Japan (0:5). Bereits fünf Tage später erzielte er mit dem zwischenzeitlichen 2:0 sein erstes Länderspieltor gegen Singapur (2:1).

## Erfolge
ETSV Weiche
- SHFV-Pokal-Finalist: 2016